# Махавелі
Махавелі — найбільша річка в Шрі-Ланці. Довжина 335 км.
Бере свій початок в Центральній провінції, поблизу від міста Хаттон. Від нього вона рухається на північ, протікає через Канді і повертає на схід, а спустившись з гір — на північ.
Її басейн є найбільшим в країні, і охоплює майже одну п'яту від загальної площі острова. Річка досягає Бенгальської затоки в північно-східній частині острова, впадаючи в затоку Коддіяр, південніше Тринкомалі.
На річці зведені 5 гребель ГЕС: ГЕС Верхня Котмале, ГЕС Котмале, ГЕС Вікторія, ГЕС Ранденігала, ГЕС Рантамбе.
Основні притоки (від гирла Махавелі): Каудулла, Амбан, Хунгамала, Улхітія, Хассалака, Хепола, Бадулу, Ума, Курунду, Беліхул, Махаоя.